# Gunnar Stålbrand
Gunnar Hildebrand Stålbrand, född 4 juli 1925 i Stockholm, död 16 november 2006 i Bromma, var en svensk målare och tecknare.
Han var son till polismannen Gunnar Villiam Stålbrand och Margit Ottilia Wallenberg och från 1947 gift med modetecknaren Margareta Viola Sundén.
Stålbrand studerade vid Otte Skölds målarskola 1942–1944 och var från 1945 anställd hos Yngve Lundström i Stockholm. I slutet av 1940-talet genomförde han några studieresor till Frankrike, Belgien och Nederländerna. Separat ställde han bland annat ut i Vällingby, Linköping, Uddevalla och på Galerie Christinæ i Göteborg. Tillsammans med hustrun och ytterligare två konstnärer ställde han ut i Falkenberg 1959 och han medverkade i Expressens Parisersalong och Sörmlandssalongen i Södertälje. Hans konst består av porträtt, stadsbilder och dekorativt förenklade kompositioner. Stålbrand är begravd på Bromma kyrkogård.

## Litografier med Brommamotiv
Med anledning av Hembygdsåret 1984 fick Brommakonstnären Gunnar Stålbrand i uppdrag av Bromma hembygdsförening att ge ut 12 originallitografier i färg. Motiven föreställer "smultronställen" inom Bromma och Västerleds församlingar. De ligger i tre portföljer, serie A, B och C, med fyra blad i varje. Varje serie omfattar 250 portföljer. Alla de 12 litografierna är signerade av Gunnar Stålbrand samt numrerade. Serie A. omfattar motiv från "Vid Mälarstrand" med Jätteek vid Tyska botten, Höstdag vid Gubbkärret, Grönviks tvätt och Stora Sjövillan vid Äppelviken, serie B. har motiv från "Runt Judarn" med motiv från Torpet Lugnet, Kvarn- och smedstuga vid Åkeshov, Stora Ängby och Karsviks Östergård, samt serie C. har motiv från "Brommabygd" med Bromma kyrka, Mariehälls herrgård, Ulvsunda kvarnstuga och Blockmorän vid Åkeshov.